# Obec spisovatelů
Obec spisovatelů (deutsch: „Schriftstellergemeinde“; englisch: „Society of Czech Writers“) ist ein auf Freiwilligkeit aufgebauter Schriftstellerverband in Tschechien.
Der Verband wurde 1989 als Organisation der tschechischen (= böhmischen und mährischen) Schriftsteller, Literaturforscher und Literaturkritiker gegründet. Das Kriterium für die Aufnahme in den Verband, die auf Freiwilligkeit beruht, ist eine nachweisbare literarische Tätigkeit. Neben Personen können auch Organisationen und Vereinigungen eine Mitgliedschaft beantragen.
Der Verband Obec spisovatelů (OS) ist gleichzeitig ein Interessentenverband, der sich zur Aufgabe gemacht hat, die schöpferischen, beruflichen, sozialen und materiellen Interessen und Rechte der Mitglieder zu vertreten.
Neben der Durchführung von Veranstaltungen, darunter auch für ausländische Übersetzer, werden auch Festivals, die der Begegnung und dem Erfahrungsaustausch dienen sollen, organisiert.
Die Mitglieder sind als Preisrichter in den diversen Organisationen vertreten, darunter Státní cena za literaturu (Staatlicher Literaturpreis), Jaroslav-Seifert-Preis, Tom-Stoppard-Preis, Egon-Erwin-Kisch-Preis, Knižní klub (Buchclub-Preis), Jiří-Orten-Preis.
Die Arbeit des Verbandes wird im eigenen Organ Dokořán (dt.: „Sperrangelweit offen“) publiziert.
1992 wurde gemeinsam mit anderen Künstlervereinigungen Rada uměleckých obcí (RUO), (Rat künstlerischer Gemeinden) ins Leben gerufen, die aktives Mitglied der länderübergreifenden Organisation European Council of Artists (ECA, Sitz in Kopenhagen) ist.

## Kooperationen
- PEN klub
- Organisation „Památník národního písemnictví“ (Denkmal des nationalen Schriftentums)
- Společnost Franze Kafky (Franz-Kafka-Verein)
- Český literární fond (Tschechischer Literaturfonds)
- Český rozhlas (Tschechischer Rundfunk)
- Česká televize (Tschechisches Fernsehen)

## Mitglieder (Auswahl)
- Věra Bartošková
- Ladislav Beran
- Zdenka Bergrová
- Jiří Bílek
- Ivan Binar
- Jiří Brabec
- Adolf Branald
- Antonín Brousek
- Irena Dubská
- Pavel Dvořák
- Karla Erbová
- Daniela Fischerová
- Jiří Gruša
- Václav Havel
- Václav Jamek
- Zdeněk Janík
- Emil Juliš
- Eva Kantůrková
- Svatopluk Karásek
- Ivan Klíma
- Alexandr Kliment
- Jiří Klobouk
- Erazim Kohák
- Vladimír Körner
- Jiří Kratochvil
- Ivan Kraus
- Eda Kriseová
- Ludvík Kundera
- František Listopad
- Jarmila Loukotková
- Věra Ludíková
- Arnošt Lustig
- Jaroslav Mostecký
- Milan Nápravník
- Ondřej Neff
- Vladimír Páral
- Sylvie Richterová
- Miloslav Stingl
- Jiří Stránský
- Michal Šanda
- Josef Škvorecký
- Miloslav Švandrlík
- Milan Uhde
- Ludvík Vaculík
- Miroslav Zikmund

Quelle: